# Kochosa mendum
Pour les articles homonymes, voir Mendum.
Espèce
Kochosa mendum est une espèce d'araignées aranéomorphes de la famille des Lycosidae.

## Distribution
Cette espèce est endémique d'Australie. Elle se rencontre dans l'Est de la Nouvelle-Galles du Sud, dans le Sud-Est du Queensland et dans le Territoire de la capitale australienne.

## Description
Le mâle holotype mesure 4,04 mm et la femelle paratype 4,25 mm, les mâles mesurent de 3,60 à 4,71 mm et les femelles de 3,40 à 5,20 mm.

## Systématique et taxinomie
Cette espèce a été décrite Framenau, Castanheira et Yoo en 2023.

## Publication originale
- Framenau, Castanheira & Yoo, 2023 : « The artoriine wolf spiders of Australia: the new genus Kochosa and a key to genera (Araneae: Lycosidae). » Zootaxa, no 5239(3), p. 301-357.